# Srebrna svilenica
Srebrna svilenica (lat. Gymnema sylvestre), tropska biljka penjačica iz porodice zimzelenovki (Apocynaceae), nekada pripisivana danas nepriznatoj porodici svileničevke (Asclepiadaceae), danas potporodica Asclepiadoideae.
Biljka je raširena na Indijskom poluotoku i šri Lanki, drvenasta, penjačica više ili manje dlakava, a njezini eliptični ili jajoliki listovi su nasuprotni. Cvjetići su mali, zelenkasto-žute boje, kitnjasti a sjemenke jajoliko-dugoljaste, gole i smeđe. Cvate od ožujaka do kolovoza.

## Ljekovitost
Prema Ajurvedi koja je naziva Meshashringi (što znači “uništavač šećera”) lijek je za lijek za glikozuriju (prisustvo šećera u mokraći) i druge urinarne bolesti, a preko 2000 godina koristi se u narodnim medicinama protiv visokog šećera. Danas alternativna medicina tvrdi da srebrna svilenica može smanjiti rizik od raka dojke i zaštititi od djelovanja radijacije.

## Sinonimi
- Apocynum alterniflorum Lour.
- Asclepias geminata Roxb.
- Cynanchum lanceolatum Poir.
- Cynanchum subvolubile Schumach. & Thonn.
- Gymnema affine Decne.
- Gymnema alterniflorum (Lour.) Merr.
- Gymnema formosanum Schltr.
- Gymnema geminatum R.Br.
- Gymnema humile Decne.
- Gymnema melicida Edgew.
- Gymnema mkenii Harv.
- Gymnema parvifolium Wall.
- Gymnema subvolubile Decne.
- Gymnema sylvestre var. affine (Decne.) Tsiang
- Gymnema sylvestre var. ceylanica Hook. f.
- Gymnema sylvestre var. ceylanicum Hook.f.
- Gymnema sylvestre var. chinense Benth.
- Marsdenia geminata (R. Br.) P.I. Forst.
- Marsdenia sylvestris (Retz.) P.I.Forst.
- Periploca sylvestris Retz.
- Periploca tenuifolia Willd. ex Schult.
- Strophanthus alterniflorus (Lour.) Spreng.
- Vincetoxicum lanceolatum Kuntze